# Double Dragon (film)
Double Dragon is een film uit 1994 onder regie van James Yukich.

## Verhaal
Los Angeles is 2007 in een plek voor wilde en gevaarlijke straatbendes sinds een hevige aardbeving die de stad bijna verwoestte. De broers Jimmy en Billy proberen hier toch een leven te bouwen. Wanneer ze betrokken raken bij het vinden van een oud Chinees amulet, worden ze al snel het doelwit van wel een heel gevaarlijke bende...

## Rolverdeling
| Acteur             | Personage                 |
| ------------------ | ------------------------- |
| Mark Dacascos      | Jimmy Lee                 |
| Scott Wolf         | Billy Lee                 |
| Robert Patrick     | Kogo Shuko/Guisman        |
| Kristina Wagner    | Linda Lash                |
| Alyssa Milano      | Marian Delario            |
| Julia Nickson-Soul | Satori Imada/Lotus Flower |
| Nils Allen Stewart | Bo Abobo #1               |